# Eurypella tasmaniensis
Eurypella tasmaniensis är en insektsart som beskrevs av Evans 1947. Eurypella tasmaniensis ingår i släktet Eurypella och familjen dvärgstritar. Inga underarter finns listade i Catalogue of Life.